# روب سامبسون
روب سامبسون هو سياسي كندي، ولد في 27 أكتوبر 1955 في كينغستون في كندا. حزبياً، نشط في حزب أونتاريو المحافظ التقدمي. وقد انتخب عضو برلمان مقاطعة أونتاريو.